# Paula Zsidi

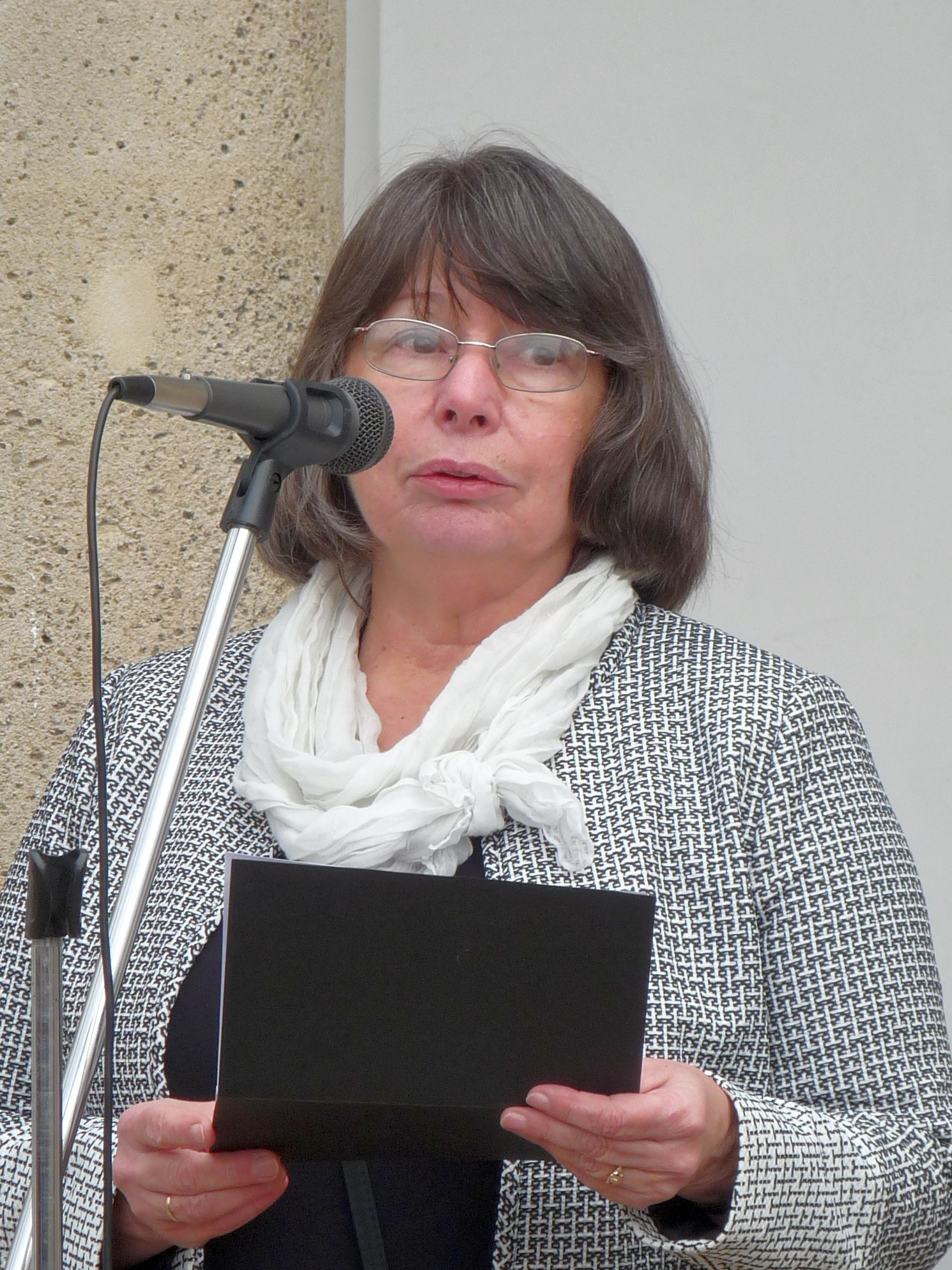
Paula Zsidi (2015)

Paula Zsidi (* 1952 in Budapest, Ungarn) ist eine ungarische Provinzialrömische Archäologin und Museumsleiterin.

## Leben und Wirken
Paula Zsidi studierte nach dem Besuch eines Gymnasiums in Budapest ab 1970 Geschichtswissenschaft, Archäologie und Museologie an der Fakultät für Geisteswissenschaften der Eötvös-Loránd-Universität und erlangte 1975 den Abschluss Master of Arts. Von 1975 bis 1989 war sie in der Archäologischen Abteilung des Historischen Museums in Budapest beschäftigt. In dieser Zeit wurde sie 1985 an der Universität in Provinzialrömischer Archäologie promoviert.
Von 1989 bis 2015 war sie Direktorin des Aquincum-Museums des Historischen Museums. 1997 erhielt sie am Institut für Archäologische Wissenschaften der Universität den Abschluss Ph.D. Ab 1991 lehrte sie am Archäologischen Institut der Eötvös-Loránd-Universität. 2000 wurde sie zusätzlich stellvertretende Generaldirektorin des Historischen Museums. Jetzt ist sie im Ruhestand.
Ihre Forschungsschwerpunkte sind die Geschichte des Römischen Reiches, Transdanubien, Aquincum und das spätere Budapest, Spezialgebiete sind unter anderem Topografie, Bestattungsbräuche und Denkmalschutz.
Paula Zsidi war von 1995 bis 2013 (ab 2000 mit Péter Vámos) Herausgeberin der Aquincumi füzetek des Aquincum-Museums, in denen jeweils Forschungsergebnisse des vergangenen Jahres veröffentlicht wurden.
Paula Zsidi ist seit 1994 Mitglied der archäologischen Forschungsgruppe der Ungarischen Akademie der Wissenschaften (1999–2008 als Sekretär) und Mitglied der archäologischen Jury der Nationalen Forschungsstiftung (1999–2002 als Präsident). Seit 1999 ist sie Korrespondierendes Mitglied des Österreichischen Archäologischen Instituts.

## Auszeichnungen
- 1999: Bálint-Kuzsinszky-Medaille der Ungarischen Archäologischen und Kunsthistorischen Gesellschaft
- 2002: Arnold-Ipolyi-Medaille des Ungarischen Fonds für wissenschaftliche Forschung
- 2003: Ferenc-Móra-Medaille des Ministeriums für Nationales Kulturerbe
- 2009: István-Schönvisner-Preis des Ministeriums für Nationales Kulturerbe
- 2011: Jenő-Ábel-Medaille der Ungarischen Gesellschaft für Altertumswissenschaft
- 2014: Ehrenbürgerin des III. Budapester Bezirks (Óbuda-Békásmegyer)[4]

## Schriften
Paula Zsidi veröffentlichte über 170 Arbeiten und Studien.
- mit Klára Póczy, Judit Topál, Margit Németh: Friedhöfe. In: Das römische Budapest. Neue Ausgrabungen und Funde in Aquincum. Ausstellungskatalog. Kleines Druck- und Verlagsanstalt, Lengerich 1986, OCLC 439174322, S. 149–155.
- mit Klára Póczy: Aquincum. Neue Ausgrabungen im römischen Budapest (1970–1985). Budapester Historisches Museum, Budapest 1986, DNB 890370729.
- mit Klára Póczy: Römische Keramik in Aquincum. Budapester Historisches Museum, Budapest 1992, OCLC 999524646.
- (Hrsg.): Out of Rome: Augusta Raurica/Aquincum – das Leben in zwei römischen Provinzstädten. Schwabe, Basel 1997, ISBN 978-3-7965-1040-3. Neuauflage 2000.
- Sándor Bodó (Hrsg.): Forschungen in Aquincum 1969–2002. Zu Ehren von Klára Póczy. Redaktion Paula Zsidi. Budapester Historisches Museum, Budapest 2003, ISBN 963-9340-23-5.
- mit László Borhy (Red.): Die norisch-pannonischen Städte und das römische Heer im Lichte der neuesten archäologischen Forschungen. Budapester Historisches Museum, Budapest 2005, ISBN 963-9340-46-4.
- A Duna szerepe Aquincum topográfiájában. In: Budapest Régiségei. 41, 2007, S. 57–83 (online, ungarisch).
  - Deutsche Zusammenfassung: Die Rolle der Donau in der Topographie von Aquincum. S. 71–72 (online).
  - Englische Fassung: The role of the danube in the topography of aquincum. In: Gyöngyi Kovács, Gabriella Kulcsár (Hrsg.): Ten thousand years along the Middle Danube. Life and Early Communities from Prehistory to History (= Varia Archaeologica Hungarica. Band 26). Archaeolingua, Budapest 2011, ISBN 978-963-9911-26-0, S. 241–264.
- (Hrsg.): Archaeological Monuments from the Roman Period in Budapest. Walks around Roman Budapest (= Aquincum Pocket Guide. Band 4). BTM Aquincum Museum, Budapest 2010, ISBN 978-963-9340-85-5. Zweite Auflage 2016.
- The civilian town at Aquincum. Guide to the Archaeological Park at Aquincum (= Aquincum Pocket Guide. Band 1). Pro Aquinco Foundation, Budapest 2014, ISBN 978-615-82075-2-2. Dritte Auflage 2024.